# (6339) Giliberti
(6339) Giliberti (1993 SG) – planetoida z pasa głównego asteroid okrążająca Słońce w ciągu 3,66 lat w średniej odległości 2,37 j.a. Odkryta 20 września 1993 roku.